# Lovnik
Lovnik je naselje v Občini Poljčane.